# Verwaltungsgemeinschaft Dingelstädt
De Verwaltungsgemeinschaft Dingelstädt in het Thüringische landkreis Eichsfeld is een voormalig gemeentelijk samenwerkingsverband waarbij zes gemeenten waren aangesloten. Het bestuurscentrum bevond zich in Dingelstädt.
Het samenwerkingsverband werd op 1 januari 2019 opgeheven. Kallmerode werd opgenomen in de gemeente Leinefelde-Worbis, de overige gemeenten fuseerden met de hoofdplaats Dingelstädt.

## Deelnemende gemeenten
De volgende gemeenten maakten deel uit van de Verwaltungsgemeinschaft:
1. Dingelstädt stad
2. Helmsdorf
3. Kallmerode
4. Kefferhausen
5. Kreuzebra
6. Silberhausen